# Торбяк Тарас Миколайович
Тарас Миколайович Торбяк (1 червня 1928, місто Харків — ?) — український радянський комсомольський діяч, викладач, 1-й секретар Дрогобицького обласного комітету ЛКСМУ. Кандидат філософських наук (1961).

## Біографія
Народився в родині службовця. У 1936—1941 роках — учень Слов'янської середньої школи Донецької (Сталінської) області. На початку німецько-радянської війни разом із батьками був евакуйований до Кемеровської області, а потім до Алтайського краю РРФСР. Закінчив сім класів школи. У 1943 році вступив до комсомолу.
У 1946 році переїхав разом із батьками до міста Дрогобича. У 1949 році закінчив Дрогобицький нафтовий технікум.
Член ВКП(б) з 1949 року.
У 1949—1950 роках — інструктор, завідувач військово-фізкультурного відділу Дрогобицького обласного комітету ЛКСМУ.
З 1950 до 1952 року навчався в Центральній комсомольській школі при ЦК ВЛКСМ у Москві. У 1952 році закінчив заочно Московський державний університет імені Ломоносова.
У 1952 — 17 січня 1954 року — секретар Дрогобицького обласного комітету ЛКСМУ із пропаганди та агітації.
17 січня 1954 — листопад 1957 року — 1-й секретар Дрогобицького обласного комітету ЛКСМУ.
У 1961 році закінчив аспірантуру при Академії суспільних наук при ЦК КПРС у Москві та захистив кандидатську дисертацію «Співвідношення методів примусу і переконання в діяльності Радянської соціалістичної держави».
У 1961—1963 роках — старший викладач кафедри марксизму-ленінізму Дрогобицького державного педагогічного інституту імені Івана Франка.
З 1963 року — доцент кафедри філософії Ульяновського державного педагогічного інституту.
Подальша доля невідома.

## Нагороди
- орден «Знак Пошани»